# Newmanry
Newmanry era una de las divisiones de Bletchley Park, la estación británica dedicada a la rotura de códigos secretos durante la Segunda Guerra Mundial. Su tarea era desarrollar y emplear métodos mecánicos en el criptoanálisis del Código Lorenz. Newmanry fue designado en honor a su fundador y jefe, Max Newman. Era responsable de las diversas máquinas Robinson y las diez computadoras Colossus.

## Lista de personal de Newmanry y los sitios en que residieron luego de la guerra
- Sheila Adams, Frome
- Angela Anderson, London S.W.1
- Gillian Ansdell, Shillingford
- Michael Ashcroft, Oxford
- Doreen Aston, Sutton Coldfield
- Oliver Atkin, London S.W.13
- Nancy Atkins, Nailsworth
- Ruth Attenborough, Sandiacre
- D. Bacon, Leicester
- Anne Baker
- F. Bareham, London W.13
- Peggy Beach, Edenbridge
- Jean Beech (Mrs Jean Prest), Berkhamstead
- Barbara Birkby, Bromley
- Avis Boaden, Marlborough
- June Boulton, Cleaden
- Betty Bowden, Horam
- Margaret Bower, Putney
- Betty Boyd, Stanmore
- Jean Bradridge, Chelmsford
- Pamela Brennan, Cambridge
- Peter Broadbent, Roundhay
- Anne Brown, Woldingham
- Catherine Brown, Harrogate
- P.D. Brown, Wisbech
- Pauline Bruce, Abington
- Marjorie Bruton, Stourbridge
- Audrey Buckfield, London S.E.12
- Judy Bucknall, Birmingham
- Margaret Buller-Leyborne-Popham, Pensford
- Rosamund Busby, Birmingham
- Howard Campaigne, Minneapolis
- H.J. Cane, Morden
- May Cann, Ellacombe
- Patricia Cannell, Chippenham
- Arthur Chamberlain
- Malcom Alfred Chamberlain ("Mac"), Cheltenham
- Marigold Charlesworth, Horsted Keynes
- Betty Cheel, Harrow
- Leslie Chown, Wolverhampton
- J.B. Clayton, Ickenham
- Muriel Clayton, Liverpool
- Bernadette Cleary, Manchester
- Dorothy Clemmit, Middlesbrough
- Tom Collins
- Barbara Cooper, Ealing
- Pam Cordwell, Eccles
- Shirley Cottrell, Harrow
- Nancy Creed
- Frank Crofts, Preston
- Michael Crum, Oxford
- Gillian Dale, Dulwich
- Cecily Dalrymple-Hay (Mrs Cecily Jackson), Petworth
- Patricia Davis, Worthing
- Sheila Deacon, Ellesmere
- Olive Dean, Wimbledon
- Barbara Dixon, London N.W.2
- George Dixon, Arlington, USA
- Sylvia Dixon, West Kirby
- Dorothy Du Boisson, Ruislip
- Harry Fensom, Romford
- Margaret Flack, North Finchley
- Neville Fowler, Leicester
- Frank Francis, Eltham
- Sonia French, Cambridge
- Margaret Gardner, Blackhill
- Dave Geary
- D.P. Gerry, Wallington
- Alan Gibbs, Smethwick
- Celia Gibson, Kegworth
- K.H. Godfrey, Toddington
- Jack Good, Hendon
- Strad Graham, London W.12
- Judith Graves, Thames Ditton
- Audrey Gray, Purley
- Sandy Green
- Nancy Greig, Brighton
- Rene Griffiths, Eastham
- John Groves, Harrow
- Doreen Guest, Sittingbourne
- D.H.S. Hall, Kingston
- Ken Halton, Leeds
- Margaret Hamlin, London N.W.4
- Valerie Hancox, Norton Malton
- Judith Harris, Farnborough
- Catherine Harvey (Mrs Catherine Caughey), Swindon
- Clare Hayter, Lyme Regis
- Gil Hayward
- Elizabeth Henson, Taynuilt
- John Herivel
- Audrey Hickey, Enfield
- Joan Highmore, Salisbury
- Sgt. Hill, Hendon
- Alan Hogben, East Molesey
- Rosemary Hole, Broxbourne
- Annette Hollis, Bristol
- Don Horwood, London E.17
- J. Huddleston, Ulverston
- Helen Hughes-Chamberlain, Northwood
- Walter Jacob, New York, USA
- Dorothy Jacques, Wolverhampton
- Margaret James, Hatch End
- Sue James, Blandford Forum
- June Johnson, Wimbledon
- R.O.R. Jones, London N.4
- Josie Kennett, London S.E.8
- Rachel Kimber, Bristol
- Pam Knights, Southport
- Kenneth Le Couteur, Cambridge
- Sheila Leitch, Greenlaw
- Arthur Levenson
- Betty Lewis, Hereford
- G.L. Lewis, Thornton Heath
- Margaret Lord, Oldham
- Margaret MacAdam, Beaconsfield
- Elsie MacMillan, Campbelltown
- J.L. Maile, Ruislip
- John Marriott, Prestatyn
- Barbara Mauritzen, Newbridge, Edinburgh
- J.Y. McChesney, Edinburgh
- Eddie Meads, Edgware
- Donald Michie
- Shirley Miles, Gosforth
- Elizabeth Miskin, Borough Green
- Tim Moilien, Coon Valley, USA
- Muriel Morgans, Saxmundham
- Odette Murray (Mrs Odette Wylie)
- Ken Myers, Grantham
- Max Newman
- Muriel Newns, Reigate
- Sybil Nichols, Carshalton
- R.A. Notman, Edinburgh
- W.J.O. O'Donnell, Holyoke, USA
- Dorothie O'Kelly, Chipperfield
- Betty Oliver, Coventry
- Patricia O'Neal, Wiveliscombe
- Eleanor Outlaw (Mrs Eleanor Ireland), Berkhamstead
- Betty Pakenham-Walsh (Mrs Betty Higgins), Headington
- Joyce Palethorpe, Barnet
- Joy Palmer, Acton
- Sylvia Palmer, Northwood
- Anne Paton, Odiham
- Elizabeth Pellow, London S.W.16
- Margaret Perry, Towcestor
- A.R. Philie, London W.C.1
- Marigold Philips, Derby
- Lorna Pickering, London N.20
- Shirley Pierpoint, Wigan
- Gordon Preston, Carlisle
- Hilda Preston, Preston
- David Rees
- Vivien Rhodes, Tiverton
- E.H. Ridgeway, Nether Edge
- Ann Robb, Cambuslang
- R.A. Robinson, Norwich
- J.W. Robson, Hounslow
- Dawn Romanis (Mrs Dawn Shelton), Lydford
- Pamela Roscow, Camberley
- Sally Russell, Whitecross
- Betty Sharman, Leicester
- Pamela Skillington, Oakham
- Anita Skjold, London S.E.2
- Pauline Smith, Chelmsford
- Sheila Staley, Bexhill
- Janet Stokell, Edinburgh
- Joan Stott, Romiley
- Kathleen Stradling, Lechlade
- B. Stratford, Plymouth
- Gillian Sutton, Swindon
- Joyce Sweeny, Birkenhead
- J.Y. Tait, Edinburgh
- C.D. Thompson, Ipswich
- Jean Thompson, Putney
- Anne Thomson, Glasgow
- Norman Thurlow, London N.14
- G. Timms, Wetherby
- Bill Tipler, Norwich
- Joan Tollit, Northwood
- Pat Trueman, Haywards Heath
- Barbara Tucker, Cardiff
- Molly Turner, Worcestor Park
- Joyce Tyler, South Harrow
- Valerie Veney, Southport
- Meg Vere-Hodge, Woodford Green
- George Vergine, Arlington, USA
- Anne Walker, Dollar
- Hope Walker, Manchester
- Kay Walpole, Limpsfield
- Geoff Ward, Sherwood
- Philip Watson, Cottingham
- T.J.A. Watters, Twickenham
- Sheila Wedge, Worcestor
- Henry Whitehead, Oxford
- Beryl Wildey, Carshalton
- Iris Wilkinson, Guildford
- Anne Williams, Worthing
- Dick Wilson, Cricklewood
- Barbara Woodman, Worcestor
- Colin Woods, Leicester
- Roy Wright, Liverpool
- Veronica Wright, Nottingham
- Shaun Wylie, Byfleet
- K.D. Zeeman, Edinburgh